# Giovanna Ralli
Giovanna Ralli (n. 2 ianuarie 1935, Roma, Regatul Italiei) este o actriță italiană. De două ori câștigătoare a Nastro d’Argento , a jucat în filme regizate de unii dintre cei mai mari regizori ai cinematografiei italiene precum Mario Monicelli, Ettore Scola, Roberto Rossellini și Vittorio De Sica, jucând alături de Vittorio Gassman, Totò, Nino Manfredi, Alberto Sordi, Ugo Tognazzi, Marcello Mastroianni și Renato Pozzetto.

## Biografie
Începe să joace la 6 ani în filmele La maestrina și Legea inimii (I bambini ci guardano). Apoi, la 15 ani, a avut apariții  în filme regizate, de Alberto Lattuada și Federico Fellini (Luci del varietà; 1950), Luigi Zampa (Signori, în carrozza!; 1951) și Aldo Fabrizi (Familia Passaguai; 1951). Nu reușește să se afirme chiar de la început, vocea îi este mereu sincronizată din cauza accentului marcant roman, iar numele ei nu apare aproape niciodată în afișele de film. Cu toate acestea, în cariera sa va exista un adevărat moment de cotitură la mijlocul anilor cincizeci, când îl va întâlni pe scenaristul Sergio Amidei de care se va lega sentimental. 
De aici încolo, primește roluri de protagonistă în filme precum Racconti romani (1955), de Gianni Franciolini, Fetele din San Frediano (1955), de Valerio Zurlini, Un erou al timpurilor noastre (1955) de Mario Monicelli, Bigamul (1956), regia Luciano Emmer și O blană de nurcă de Glauco Pellegrini. De fapt, actrița întotdeauna interpretează același rol, cel al femeii populare romane, etichetă care va rămâne mereu, chiar și în cele mai recente interpretări ale ei. În anii următori, Amidei a prezentat-o mereu lui Roberto Rossellini, care a acceptat să o distribuie în două filme: Generalul Della Rovere și Era Noapte la Roma.

## Filmografie selectivă
- 1942 La maestrina, regia Giorgio Bianchi
- 1942 Legea inimii, regia Vittorio De Sica
- 1950 Luci del varietà, regia Alberto Lattuada e Federico Fellini
- 1951 Signori, in carrozza!, regia Luigi Zampa
- 1951 La famiglia Passaguai, regia Aldo Fabrizi
- 1952 La famiglia Passaguai fa fortuna, regia Aldo Fabrizi
- 1952 Papà diventa mamma, regia Aldo Fabrizi
- 1953 La lupa, regia Alberto Lattuada
- 1953 Anni facili, regia Luigi Zampa
- 1953 Villa Borghese, regia Gianni Franciolini
- 1953 La nave delle donne maledette, regia Raffaello Matarazzo
- 1953 Fermi tutti... arrivo io!, regia Sergio Grieco
- 1953 Prima di sera, regia Piero Tellini
- 1954 Le signorine dello 04, regia Gianni Franciolini
- 1955 Racconti romani, regia Gianni Franciolini
- 1955 Fetele din San Frediano (Le ragazze di San Frediano), regia Valerio Zurlini
- 1955 Un erou al timpurilor noastre (Un eroe dei nostri tempi), regia Mario Monicelli
- 1956 Blana de vizon (Una pelliccia di visone), regia Glauco Pellegrini
- 1956 Bigamul (Il bigamo), regia Luciano Emmer
- 1956 Tempo di villeggiatura, regia Antonio Racioppi
- 1957 Il momento più bello, regia Luciano Emmer
- 1957 Le belle dell'aria, regia Mario Costa
- 1958 Tuppe tuppe, Marescià! (și cu titlul È permesso Maresciallo?), regia Carlo Ludovico Bragaglia
- 1958 Come te movi, te fulmino!, regia di Mario Mattoli
- 1959 I ladri, regia di Lucio Fulci
- 1959 Generalul della Rovere (Il generale Della Rovere), regia Roberto Rossellini
- 1959 Costa Azzurra, regia Vittorio Sala
- 1959 Le cameriere, regia Carlo Ludovico Bragaglia
- 1959 Il nemico di mia moglie, regia Gianni Puccini e Gabriele Palmieri
- 1959 Nel blu dipinto di blu, regia Piero Tellini
- 1960 Canaliile (Les canailles), regia Maurice Labro
- 1960 Era noapte la Roma (Era notte a Roma), regia Roberto Rossellini
- 1961 Viva l'Italia, regia Roberto Rossellini
- 1961 Pastasciutta nel deserto, regia Carlo Ludovico Bragaglia
- 1962 Horace - La terribile notte, regia André Versini
- 1962 Carmen di Trastevere, regia Carmine Gallone
- 1962 Călugărița din Monza (La monaca di Monza), regia Carmine Gallone
- 1962 La guerra continua, regia Leopoldo Savona
- 1964 La vita agra, regia Carlo Lizzani
- 1964 Se permettete parliamo di donne, regia Ettore Scola
- 1964 La fuga, regia Paolo Spinola
- 1966 Cum a fost la război, tăticule? (Papà, ma che cosa hai fatto in guerra?), regia Blake Edwards
- 1968 Mercenarul (Il mercenario), regia Sergio Corbucci
- 1968 Passo falso (Deadfall), regia Bryan Forbes
- 1969 La donna invisibile, regia Paolo Spinola
- 1970 4 per Cordoba (Cannon for Cordoba), regia Paul Wendkos
- 1970 Una prostituta al servizio del pubblico e in regola con le leggi dello stato, regia Italo Zingarelli
- 1971 Gli occhi freddi della paura, regia Enzo G. Castellari
- 1974 La polizia chiede aiuto, regia Massimo Dallamano
- 1974 Cât de mult ne-am iubit (C'eravamo tanto amati), regia Ettore Scola
- 1974 Per amare Ofelia, regia Flavio Mogherini
- 1975 Di che segno sei?, regia Sergio Corbucci
- 1975 Colpita da improvviso benessere, regia Franco Giraldi
- 1975 40 gradi all'ombra del lenzuolo, regia Sergio Martino
- 1976 Chi dice donna dice donna, regia Tonino Cervi
- 1976 Languidi baci... perfide carezze, regia Alfredo Angeli
- 1977 Pane, burro e marmellata, regia Giorgio Capitani
- 1980 Arrivano i bersaglieri, regia Luigi Magni
- 1981 Manolesta, regia Pasquale Festa Campanile
- 1991 Verso sera, regia Francesca Archibugi
- 1995 Tutti gli anni una volta l'anno, regia Gianfrancesco Lazotti
- 2003 Il pranzo della domenica, regia Carlo Vanzina
- 2008 Il sangue dei vinti, regia Michele Soavi
- 2011 Immaturi, regia Paolo Genovese
- 2012 Immaturi - Il viaggio, regia Paolo Genovese
- 2013 Mister Love, regia Benedetta Pontellini
- 2013 Un ragazzo d'oro, regia Pupi Avati

## Premii și nominalizări
- 1966 Nastro d'argento – Cea mai bună actriță pentru rolul din filmul La Fuga
- 1975 Nastro d'argento – Cea mai bună actriță în rol secundar pentru rolul din filmul Cât de mult ne-am iubit (C'eravamo tanto amati)